# トマーナ (小惑星)
トマーナ (1023 Thomana) は小惑星帯に位置する小惑星。ハイデルベルクのケーニッヒシュトゥール天文台で、ドイツの天文学者カール・ラインムートによって発見された。
ライプツィヒのトーマス教会少年合唱団に因んで命名された。